# Lindsay Webster
Pour les articles homonymes, voir Webster.
 Lindsay Webster, née le 26 juin 1989 à Caledon est une coureuse de fond canadienne spécialisée en course à obstacles et en skyrunning. Elle est multiple championne du monde de course à obstacles et a remporté la Skyrunner World Series 2022.

## Biographie
Lindsay Webster pratique le patinage artistique durant sa jeunesse, puis se met par la suite aux sports d'endurance, notamment au ski de fond, initiée par sa sœur Brittany, ainsi qu'au vélo tout-terrain. Elle fait par la suite la connaissance de son futur mari, Ryan Atkins, qui pratique la course à obstacles. Ce dernier lui propose de s'essayer à sa discipline. En 2014, elle prend part à sa première course lors des aux championnats du monde de Spartan Race (en) à Killington où elle crée la surprise en se classant quatrième,,.
Elle confirme son talent pour la discipline en 2015. Le 3 octobre, elle remporte la médaille d'argent des championnats du monde de Spartan Race à Squaw Valley derrière l'ancienne fondeuse tchèque Zuzana Kocumová. Deux semaines plus tard, elle remporte le titre de championne du monde de course à obstacles à Oregonia en battant sa compatriote Claude Godbout. Le 30 septembre 2017, elle parvient à battre la double tenante du titre Zuzana Kocumová pour remporter son premier titre de championne du monde de Spartan Race à Squaw Valley. En août 2018, elle prend part à l'édition inaugurale des championnats d'Amérique du Nord de course à obstacles à Stratton. Avec son mari Ryan Atkins, elle domine les deux épreuves et tous deux remportent chacun les titres sur distance courte et longue, démontrant leur domination de la discipline.
Elle fait ses débuts dans la discipline du skyrunning en 2018. Elle remporte ses premières victoires lors de sa première compétition sur la SkyRace et le kilomètre vertical du Whiteface Skyrun. Le 23 juin 2019,elle s'illustre sur la Broken Arrow Skyrace 26K, manche de la Coupe du monde de course en montagne, en battant les expérimentées Morgan Arritola et Kasie Enman.
En 2022, elle se concentre sur la Skyrunner World Series. Le 8 mai, elle effectue une solide course lors de la SkyRace des Matheysins. Elle parvient à résister à la remontée de Lucille Germain en fin de course pour terminer sur la troisième marche du podium. Le 25 juin, elle lutte au coude-à-coude avec l'Espagnole Maite Maiora pour la deuxième place sur la Minotaur SkyRace. Elle s'incline finalement et termine troisième. Le 23 juillet, elle domine la Schlegeis 3000 SkyRace et s'impose en 4 h 38 min 22 s, battant de vingt minutes le précédent record du parcours. Fort de cette victoire, elle s'élance confiante sur la SkyRace Comapedrosa et survole les débats. Elle s'impose aisément avec près de dix minutes d'avance sur ses poursuivantes. Le 8 octobre, elle prend le départ de la finale SkyMasters courue dans le cadre de la course Gorbeia Suzien. Elle effectue une solide course et profite de la baisse de régime de la Tchèque Marcela Vašínová en fin de course pour prendre la troisième place. Elle remporte ainsi le classement général de la Skyrunner World Series.

## Palmarès

### Course à obstacles
- 2015
  -  Championnats du monde de course à obstacles
  -  Championnats du monde de Spartan Race
- 2016
  -  Championnats du monde de course à obstacles
  -  Championnats du monde de course à obstacles (parcours court)
  -  Championnats du monde de Spartan Race
- 2017
  -  Championnats du monde de course à obstacles
  -  Championnats du monde de course à obstacles (parcours court)
  -  Championnats du monde de Spartan Race
- 2018
  -  Championnats d'Amérique du Nord de course à obstacles
  -  Championnats d'Amérique du Nord de course à obstacles (parcours court)
  -  Championnats du monde de course à obstacles
  -  Championnats du monde de course à obstacles (parcours court)
  -  Championnats du monde de Spartan Race
- 2019
  -  Championnats d'Amérique du Nord de course à obstacles
  -  Championnats d'Amérique du Nord de course à obstacles (parcours court)
  -  Championnats du monde de Spartan Race
- 2021
  -  Championnats du monde de course à obstacles
  -  Championnats du monde de course à obstacles (parcours court)
  -  Championnats du monde de Spartan Race
- 2022
  -  Championnats du monde de course à obstacles
  -  Championnats du monde de course à obstacles (parcours court)
  -  Championnats d'Amérique du Nord de Spartan Race
- 2023
  -  Championnats du monde de course à obstacles
  -  Championnats du monde de course à obstacles (parcours court)
  -  Championnats du monde de Spartan Race
  -  Championnats du monde de Spartan Race (parcours court)

### Skyrunning
| no  | féminin            | Course                   | Longueur | Départ          | Temps           |
| --- | ------------------ | ------------------------ | -------- | --------------- | --------------- |
| 5e  | Médaille d'or      | Whiteface SkyRace        | 31 km    | 30 juin 2018    | 3 h 43 min 48 s |
| 12e | Médaille d'or      | Broken Arrow Skyrace 26K | 23 km    | 23 juin 2019    | 2 h 22 min 35 s |
| 67e | Médaille de bronze | SkyRace des Matheysins   | 25 km    | 8 mai 2022      | 3 h 3 min 35 s  |
| 16e | Médaille de bronze | Minoataur SkyRace        | 33,5 km  | 25 juin 2022    | 5 h 16 min 8 s  |
| 13e | Médaille d'or      | Schlegeis 3000 SkyRace   | 34 km    | 23 juillet 2022 | 4 h 38 min 22 s |
| 26e | Médaille d'or      | SkyRace Comapedrosa      | 24 km    | 31 juillet 2022 | 3 h 42 min 25 s |
| 23e | Médaille de bronze | SkyMasters               | 33 km    | 8 octobre 2022  | 3 h 51 min 26 s |